# Gaietà d'Amat i de Rocabertí
Gaietà d'Amat i de Rocabertí (+1794) tercer Marquès de Castellbell es casà dues vegades: la primera amb Eulàlia de Cruïlles i de Rocabertí, sine prole, i la segona amb Maria Antònia de Peguera i Armengol amb qui tingué el seu fill i successor Manuel Gaietà d'Amat i de Peguera.